# Crue du Valat d'Aiguèze du 9 août 2018
La crue du Valat d'Aiguèze du 9 août 2018 est, lié à épisode méditerranéen, un événement de crue soudaine d'un ruisseau passant dans la région d'Aiguèze, affluent de l'Ardèche, qui s'est transformé en « torrent de quinze mètres de large ». Le phénomène est relié à des pluies torrentielles orageuses associées avec le passage d'une dépression sur le sud de la France. Une importante vague traversa alors plusieurs campings en bord de cours d'eau, notamment à Saint-Julien-de-Peyrolas, causant des dégâts et noyant une personne.

## Évolution météorologique
Le 9 août 2018 de violents orages accompagnés d’une très forte activité électrique et de pluies intenses ont touché le sud-est de la France plus particulièrement le nord du Gard, le sud de l’Ardèche et la région d’Aubagne dans les Bouches-du-Rhône. On relève notamment 297 mm à Montclus, 179 mm à Méjannes-lès-Alès et 160 mm à Saint-Julien-de-Peyrolas dans le Gard, 333 mm à Orgnac-l'Aven dans l’Ardèche et de 100 à 145 mm dans le Vaucluse, la Drôme et les Bouches-du-Rhône.
Ces pluies sont liées au passage d’une dépression qui a traversé la France de l’ouest vers le nord en cours de la journée, amenant de l’air froid d’altitude au-dessus d'air chaud et humide venant de la Méditerranée en surface lors d'une canicule. L’activité électrique fut exceptionnelle, le réseau Météorage a ainsi comptabilisé 42 000 impacts en France, dont environ 21 000 seulement dans l’Ardèche, ce qui en fit la journée la plus foudroyée de 2018.
Avec le même système, une trombe marine s'est développée le matin sur l'extrémité du delta du Rhône près d'Arles. Vue et filmée par plusieurs témoins entre le Salin-de-Giraud et Port-Saint-Louis-du-Rhône, elle a touché la plage de Piémanson mais n'a provoqué aucun dommage.

## Impact
Un accompagnateur sexagénaire de colonie décède dans un camping à Saint-Julien-de-Peyrolas, Il encadrait un groupe de jeunes vacanciers allemands dans un camp de vacances privé. Son corps est retrouvé dans l'Ardèche trois jours plus tard. Ce camp de vacances pour 119 jeunes de Leverkusen (Allemagne) était installé sur un terrain classé inondable interdit d'activités sur le PLU (Plan local d'urbanisme) de la commune.
Le jour suivant l'inondation, le président et vice-président allemands de l'association organisatrice ont été mis en garde à vue par le procureur de Nîmes pour « blessures volontaires, mise en danger de la vie d'autrui, travail dissimulé et exploitation d'un camping sans autorisation ».
Le nettoyage du cours d'eau n'a eu lieu que l'année suivante.